# Soizé
Soizé là một xã thuộc tỉnh Eure-et-Loir trong vùng Centre-Val de Loire ở bắc trung bộ nước Pháp. Xã này nằm ở khu vực có độ cao trung bình 234 mét trên mực nước biển. Dân số năm 2006 là 249 người.